# ناصعية
الناصعية (الاسم العلمي: Buprestinae)، فُصيلة حشرات خنفسية من رتبة غمديات الأجنحة وفصيلة الناصعات.